# منتخب بورتوريكو لكأس ديفيز
منتخب بورتوريكو لكأس ديفيز هو ممثل بورتوريكو الرسمي في كرة المضرب في كأس ديفيز. ينافس حاليا في منطقة الأمريكتين في المجموعة الثالثة. وصل إلى نهائي المجموعة الثانية في عام 1993.